# Džon Kalen
Džon Kalen (енгл. John Callen) je britansko-novozelandski glumac, reditelj i umetnik, rođen 1946. godine u Londonu (Engleska). Najpoznatiji je po ulozi patuljka Oina u filmskoj trilogiji Hobit.

## Biografija
Džon Kalen se rodio u jugo-istočnom Londonu. Kada mu je bilo šesnest godina njegova porodica se preselila na Novi Zeland gde je kasnije i započeo karijeru. Na početku je radio honorarno kao novinar, da bi se posle zaposlio u pozorištu i ubrzo je postao pozorišni reditelj, a retko kad je igrao filmske uloge. Što se tiče rediteljskog rada na televiziji režisirao je jednu epizodu popularne novozelandske serije Ulica Šortlend, jednu epizodu serije Džeksonovo pristanište, i 8 epizoda televizijske serije Pleme. 2010. Piter Džekson mu je ponudio ulogu Oina u njegovom filmu Hobit: Neočekivano putovanje, koju je on prihvatio, i ponovio je u iduća dva nastavka ove trilogije.Živi u Oklandu već više od dvadeset godina, i oženjen je direktorkom televizije Novi Zeland, Džudi Kalen.

## Filmografija
| Uloge Džona Kalena |                                   |               |                 |          |
| Godina             | Srpski naziv                      | Izvorni naziv | Uloga           | Napomena |
| 1981.              | Slike                             |               | Kejsi           |          |
| 1988.              | Pošalji gorilu                    |               | Kris Din        |          |
| 1994.              | Ratnik duge                       |               | Dejvid Lang     |          |
| 2000.              | Pera mira                         |               | Ričard Friman   |          |
| 2007.              | Čovek koji je izgubio svoju glavu |               | Najdžel Harison |          |
| 2012.              | Hobit: Neočekivano putovanje      |               | Oin             |          |
| 2013.              | Hobit: Šmaugova pustošenja        |               | Oin             |          |
| 2014.              | Hobit: Bitka pet armija           |               | Oin             |          |

## Spoljašnje veze
- Džon Kalen на веб-сајту  (језик: енглески)